# José María Loizaga Viguri
José María Loizaga Viguri (Bilbao, 9 de enero de 1936-Ciudad Real, 22 de marzo de 2020) fue un empresario español. Consejero y vicepresidente del Grupo ACS, y vicepresidente de Zardoya Otis, entre otras empresas.

## Biografía
Tras licenciarse en Económicas, comenzó su actividad profesional en el Banco Vizcaya, donde ocupó distintos puestos ejecutivos. En 1968, accedió a la dirección general de Zardoya, que en 1972 se fusionó con Schneider Otis. Posteriormente asumió la dirección de Otis Elevator en Europa Meridional (1972-1980), y más tarde fue nombrado vicepresidente de Zardoya Otis.
Con la llegada de los años ochenta, Loizaga fundó el Banco Hispano Industrial (integrado en el Grupo BHA). En 1982 accedió a la vicepresidencia de Banco Unión, siendo nombrado también consejero delegado. Poco después, Banco Unión se fusionó con el Banco Urquijo. Loizaga permaneció en dicha entidad hasta 1985, como vicepresidente de Banco Urquijo.
En 1985 fundó Mercapital Servicios Financieros, grupo que presidió (1985-2008). Esta empresa está considerada la decana del capital riesgo español. Tras fusionarse con N+1 (ahora Alantra), siguió invirtiendo bajo la Cartera Industrial REA. 
Desde 1989 y hasta su fallecimiento, formó parte del Consejo de Administración del Grupo ACS.
Fue presidente de Bodegas Lan y Bodegas Barón de Ley. Consejero de Banque Privée Edmond de Rothschild, de Suez International, de Otis International, de AmorimInvestment, de Lácteas García Baquero, de Unión Fenosa (desde 2006) y Mecalux; y presidente de Cartera Hotelera.
Su dilatada trayectoria empresarial le permitió ser testigo directo y protagonista del desarrollo del capitalismo español desde 1970 hasta 2020, tanto por su condición de consejero como por la de inversor privado.
Casado con María Paz Jiménez Martínez, el matrimonio tuvo tres hijos: Javier, Paz y Rebeca Loizaga Jiménez.
Falleció en Ciudad Real a los ochenta y cuatro años el 22 de marzo de 2020 a causa de la pandemia de coronavirus en España, afectado por infección del COVID-19.